# باتن‌بورخ
باتن‌بورخ (به هلندی: Batenburg) یک منطقهٔ مسکونی در هلند است که در ویخن واقع شده‌است. باتن‌بورخ c نفر جمعیت دارد.

## نگارخانه

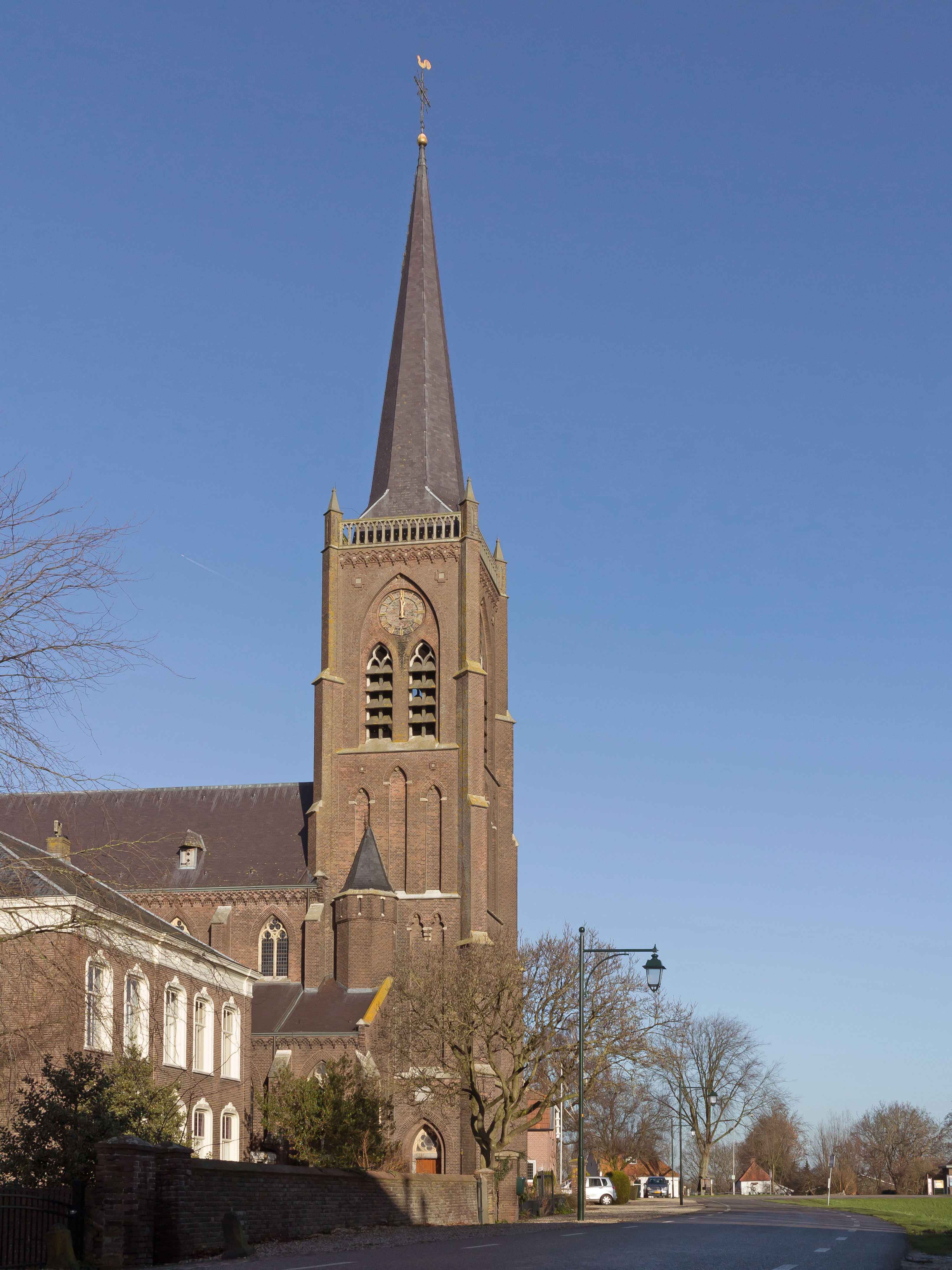
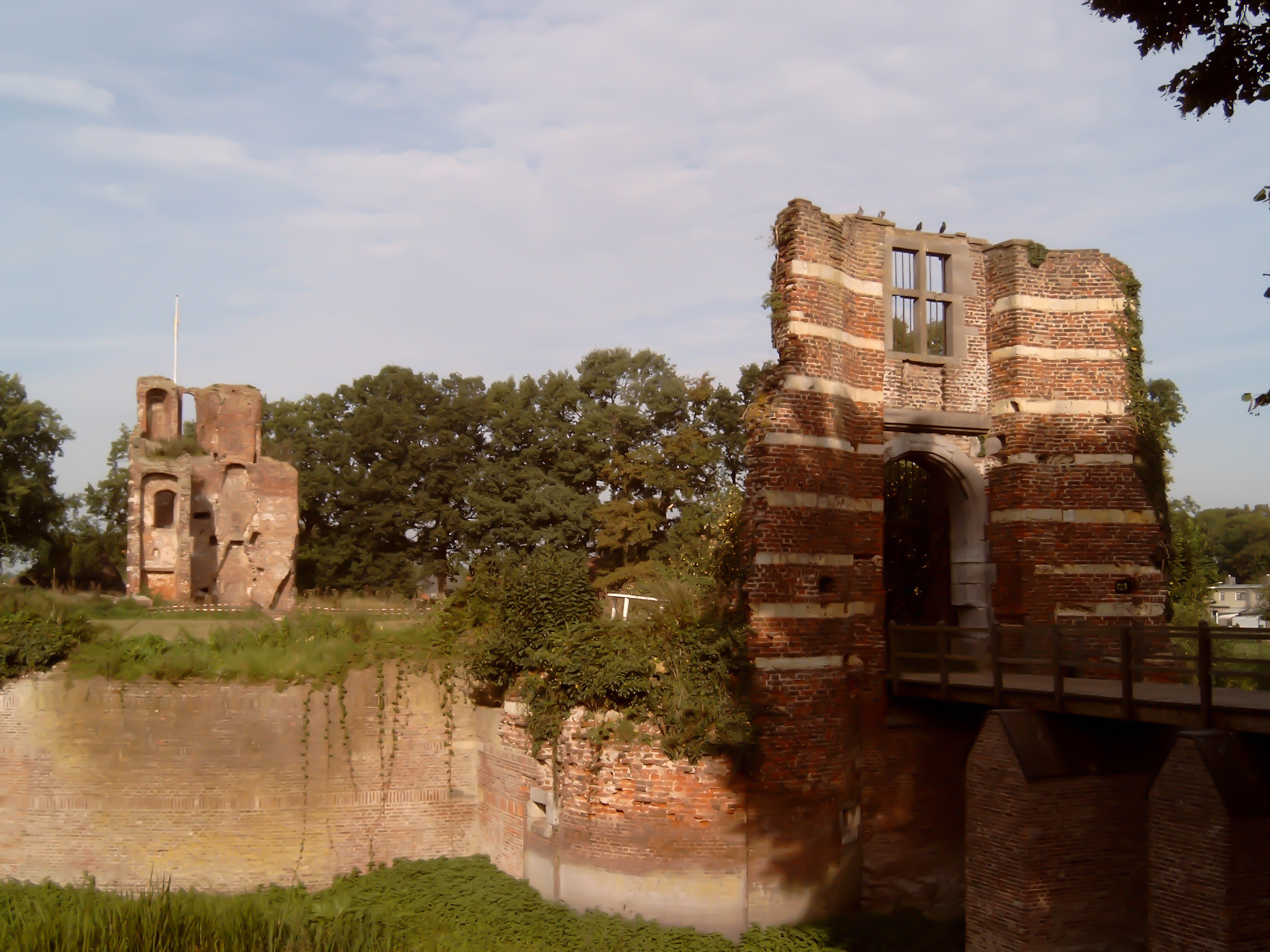
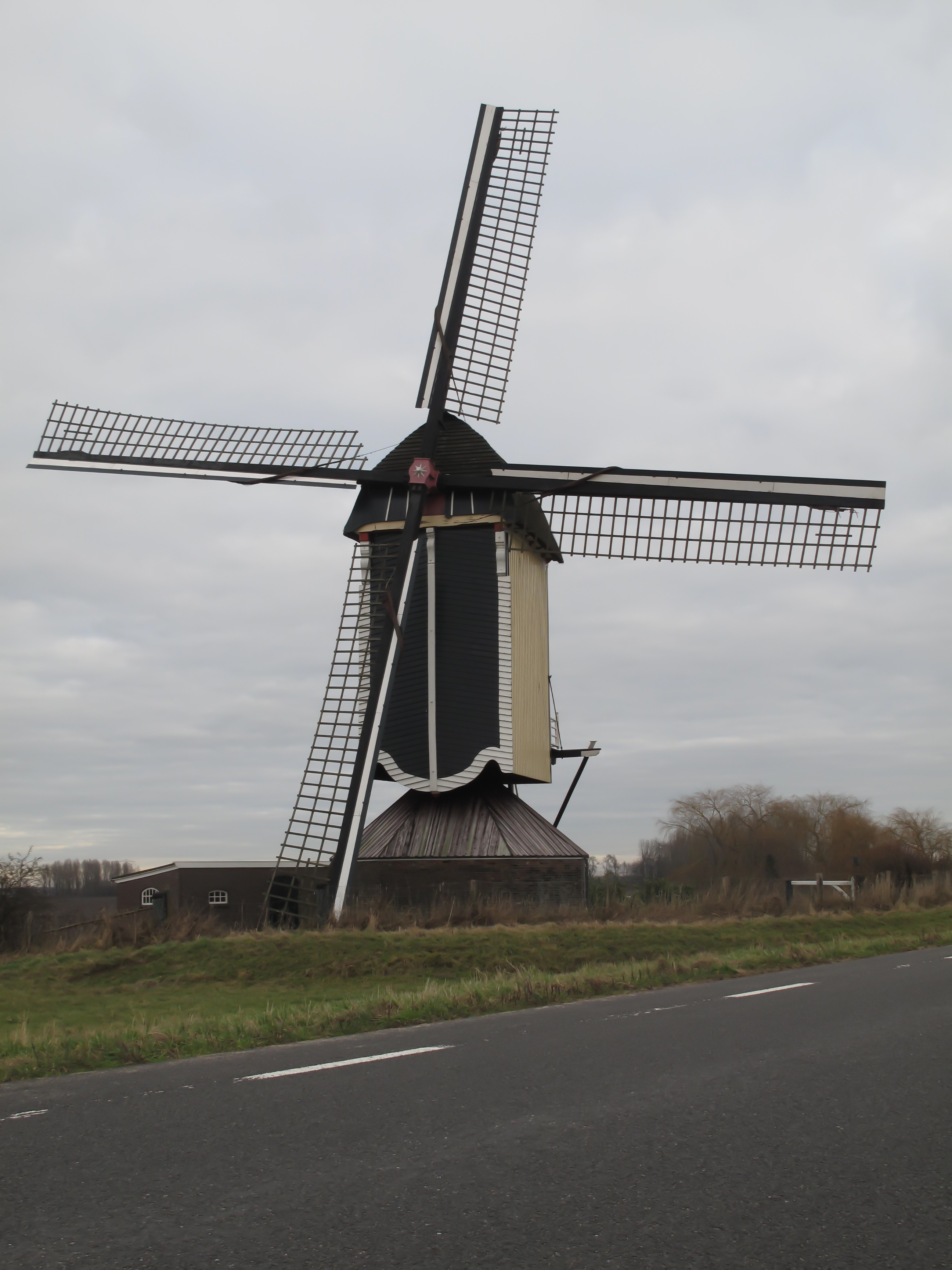
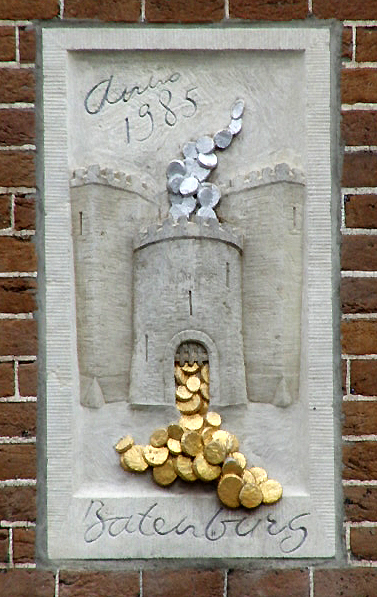